# Аханахт I
Аханахт I (егип. ʿḥȝ-nḫt) — номарх XV верхнеегипетского нома (септа) Унут, которым он управлял более 30 лет в период царствования Ментухотепа II (2-я половина XXI века до н. э.) и возможно в начале правления Ментухотепа III, первый номарх Унута эпохи Среднего царства. «Великий предводитель нома Унут, возлюбленный всеми богами, номарх, управитель Обеих Престолов, распорядитель жрецов Тота, начальник [царского] Города, судья, визирь, казначей царя Нижнего Египта, друг единственный, надзиратель за Западной пустыней, чтимый в присутствии Осириса, господина Джеду, великий именем в Обеих Землях Хора, начальник Юга». После смерти был обожествлён и почитался в качестве сына Геба.

## Политическая биография
Аханахт I занимал должность номарха Унута в течение более тридцати лет. Некоторые исследователи (например, Харко Виллемс) относят начало его правления к промежутку между 16 и 31 годами царствования Ментухотепа II. Если исходить из этого, Аханахт был очевидцем объединения Египта либо возглавил ном Унут вскоре после объединения. В подтверждение данной датировки правления Аханахта I указывается на сходство в иероглифической технике между его гробницей и усыпальницей сиутского номарха Хети II, правившего примерно в тот же период. Исходя из этого, Аханахт считается первым номархом Унута эпохи Среднего царства.
Согласно надписям из гробницы Аханахта I, помимо должности номарха «Заячьего нома» (Унут), он занимал пост визиря при дворе Ментухотепа II, что свидетельствует о достаточно тесных взаимоотношениях Аханахта с Фиванской династией. На близость личных связей между XI династией и администрацией нома Унут в тот период указывает также тот факт, что один из подчинённых Аханахту гермопольских чиновников, начальник скрипториума местного храма по имени Иха, получил при фиванском дворе ответственные должности «наставника царских детей» и «распорядителя частных покоев царских». Дж. П. Аллен считает, что Аханахт стал первым визирем всего объединённого Египта, однако, по мнению Харко Виллемса, с этим не согласуется место погребения Аханахта в Дейр эль-Берше, поскольку сановник столь высокого ранга с очевидностью должен был быть похоронен в Фивах. Скорее всего, Аханахт был вторым («региональным») визирем (по отношению к первому визирю, управлявшему из Фив), в функции которого входило интегрирование бывших гераклеопольских номов в единое фиванское государство.
О росте политического влияния нома Унут в тот период также свидетельствует неожиданная и стремительная экспансия захоронений в нижней пустыне в районе нынешнего селения Дейр эль-Берша, у подножия холма, в котором Аханахт I воздвиг свою усыпальницу. Возможно, расширение некрополя в Дейр эль-Берше во время правления Аханахта I связано именно с увеличением числа чиновников в Хемену.
После своей смерти номарх Аханахт был провозглашён сыном бога Геба, о чём свидетельствуют тексты в гробницах подчинённых ему чиновников: «Говорение слов Гебом: Аханахт этот — мой сын, Аханахт — мой любимец, дано ему очищение на земле и просветление на небесах».

## Титулатура
Аханахт обладал обычным для древнеегипетского номарха набором административных, религиозных и военных титулов и эпитетов. В надписях на фасаде и колоннах своей усыпальницы он именует себя титулами «Великий предводитель нома Унут, возлюбленный всеми богами, чтимый в присутствии великого бога, повелителя Небес, номарх, управитель Обоих Престолов, распорядитель жрецов Тота, начальник [царского] Города, судья, визирь, казначей царя Нижнего Египта, друг единственный, надзиратель за Западной пустыней, чтимый в присутствии Осириса, господина Джеду, великий именем в Обеих Землях Хора, начальник Юга».
Среди величественных эпитетов, запечатлённых в иероглифах на колоннах гробницы Аханахта, помимо прочих, используются такие: «Друг царя, благородный, важная фигура среди великих, столп своего города, истинно беспристрастный, открытый сердцем, ищущий конец слов, великий в своей службе, высокий в своём звании, достигший высокого положения в царском доме, защищающий ном Унут, возлюбленный Тотом, господином Хемену, приносящий ему то, что он пожелает, как человек превосходный... отправляющий правосудие... осторожный в своей поступи среди князей, входящий первым, действующий дольше других, слышащий совет... чтимый один, Аханахт правогласный».

## Происхождение и семья
Аханахт I происходил из династии номархов нома Унут и был сыном номарха Джехутинахта III, захоронение (или перезахоронение) которого в 2012 году было обнаружено в гробнице Аханахта. У Аханахта было три сына: Хнумикер, занимавший должность писца, Аханахт II и Джехутинахт IV. Двое последних поочерёдно наследовали отцу в должности номарха Унута.

## Гробница
В отличие от номархов Унута Первого переходного периода, возводивших себе гробницы в некрополе Эль-Шейх-Саид, Аханахт первым приказал построить свою усыпальницу неподалёку от нынешнего селения Дейр-эль-Берша.
Гробница Аханахта I впервые была подробно исследована и описана Перси Ньюберри в 1891—1892 годах и американским археологом Дж. Э. Рейснером в 1915 году. Гробница при её исследовании получила № 17K85/1 (или 5 по нумерации Ньюберри). Рейснер не завершил раскопки юго-западной погребальной шахты гробницы, так как посчитал, что эта шахта была разграблена незадолго до начала его работ.
Весной 2012 года раскопками гробницы занималась археологическая миссия Лёвенского католического университета под руководством Харко Виллемса. По всему стволу юго-западной погребальной шахты протяжённостью 6 метров были обнаружены предметы из разграбленного захоронения, обрывки газет начала XX века, а также участки стен самой гробницы с элементами сохранившихся росписей. Сама погребальная камера в результате обрушения потолка оказалась завалена обломками скального грунта, по причине чего значительная часть деревянных погребальных предметов погибла. Грабители вероятно проникали в погребение Аханахта дважды, причём первый раз ещё в древности, когда были похищены предметы из драгоценных материалов. Остатки золотой фальги свидетельствуют о том, что саркофаг и другие предметы погребальной камеры были покрыты позолотой. Один из найденных саркофагов принадлежит человеку с именем Джехутинахт, которого археологи идентифицировали как отца Аханахта I, поскольку в надписях гробницы упоминается отец Аханахта по имени Джхутинахт. У Джхутинахта в гробнице была собственное жертвенное место поклонения, что раз свидетельствует о том, что Аханахт похоронил своего отца в своей собственной гробнице.